# 바실리 트로피닌

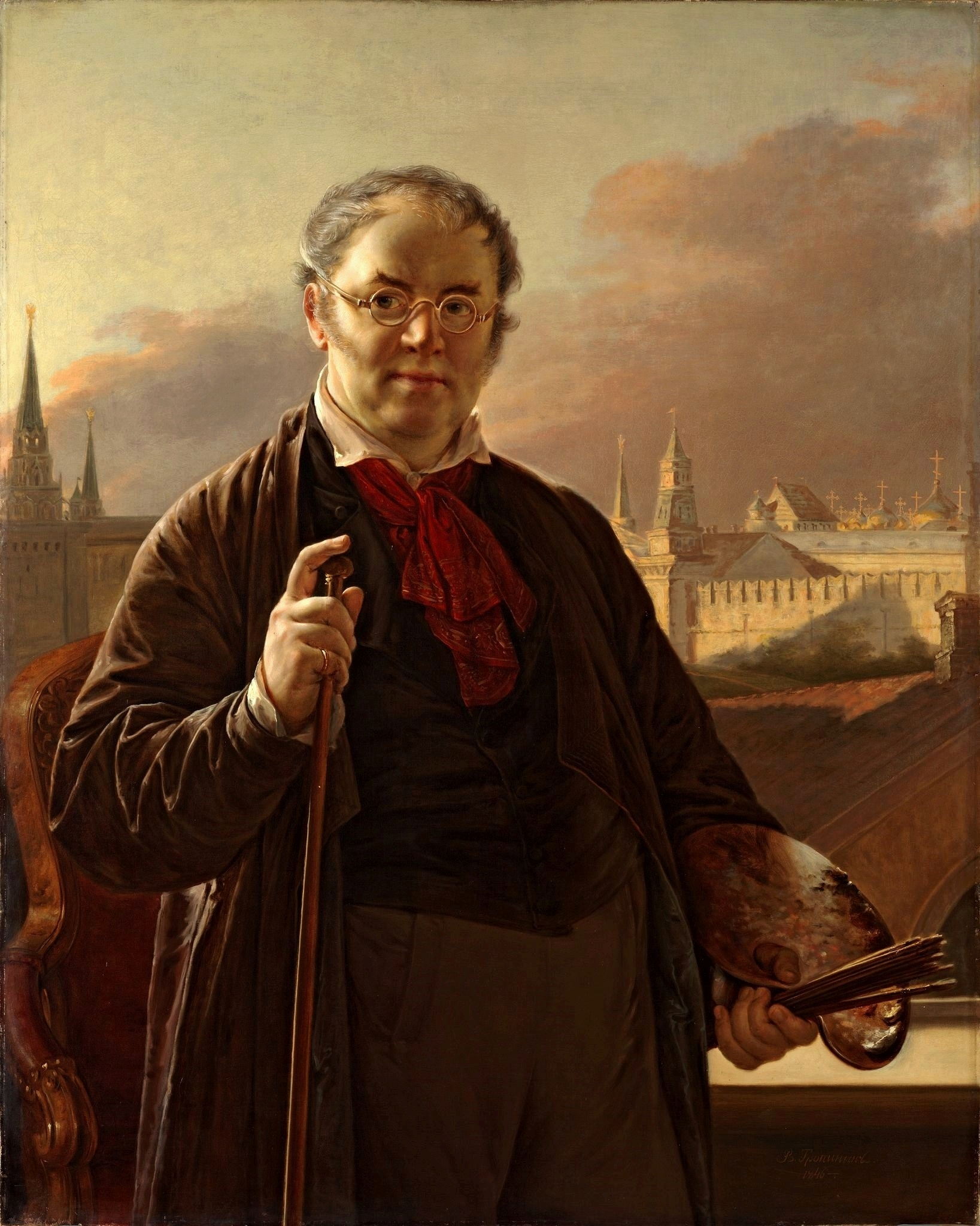
바실리 트로피닌의 자화상 (1846년 제작)

바실리 안드레예비치 트로피닌(러시아어: Васи́лий Андре́евич Тропи́нин, 1776년 3월 30일 ~ 1857년 5월 16일)은 러시아의 낭만주의 화가였다. 트로피닌은 인생의 상당 기간을 농노로 보냈으며, 마흔 살이 넘을 때까지 자유를 얻지 못했다. 그가 남긴 작품으로는 알렉산드르 푸시킨 초상화,레이스 뜨는 여인, 황금 자수를 놓는 여인 등이 있다.